# Sensibilisierung (Immunologie)
Beim Vorliegen einer Sensibilisierung (lateinisch sensibilis, wahrnehmbar) hat der Organismus nach dem Erstkontakt mit einem Fremdstoff (oft ein Allergen) eine spezifische Immunantwort aufgebaut. Bei einem erneuten Kontakt kann es dann zu einer allergischen Reaktion kommen, die sich unmerklich oder auch bis hin zum allergischen Schock manifestieren kann.
Dabei bedeutet nicht jede Sensibilisierung, dass der Organismus auch mit Beschwerden reagiert, allerdings können Hauttests (z. B. Pricktest) oder die Bestimmung des spezifischen IgE (Art von Antikörpern) im Blut diese stattgehabte Sensibilisierung nachweisen.
Wenn Beschwerden auftreten, für die ein Fremdstoff oder ein Allergen als klinische Ursache nachgewiesen wurde, sich aber keine Sensibilisierung nachweisen lässt, spricht man von Unverträglichkeit oder Intoleranz.
- Sensibilisierungsnachweis und Reaktion des Körpers = Allergie
- Erfolglose Suche nach einer Sensibilisierung, aber Reaktion des Körpers = Intoleranz oder Unverträglichkeit

Eine Liste von sensibilisierungsauslösenden Stoffen findet sich in der Kategorie:Sensibilisierender Stoff; sie beruht auf der Einstufung mit den H-Sätzen 317 oder 334 gemäß GHS.